# Lodewijk Henrick Johan Mari van Asch van Wijck
Lodewijk Henrick Johan Mari van Asch van Wijck (Wijk bij Duurstede, 28 maart 1858 - Rhenen, 13 maart 1934) was een Nederlandse jonkheer en politicus.
Van Asch van Wijck was een Antirevolutionair bestuurder. Hij was de zoon van een kantonrechter, maar gelieerd aan diverse Kamerleden van AR-huize. Op dertigjarige leeftijd werd hij burgemeester van Veenendaal, wat hij vijftien jaar bleef. In 1902 trad hij af na het overlijden van zijn dochter.
In 1897 werd hij Tweede Kamerlid voor het district Ede en vooral woordvoerder op het gebied van volksgezondheid (krankzinnigenwezen) en landbouw (onder andere bij de behandeling van de Boterwet). Hij werd in 1903 lid van de nieuw ingestelde Centrale Raad van Beroep.
Hij overleed in maart 1934 en is ook bijgezet in het familiegraf op het landgoed Prattenburg.
- Biografisch Portaal: 07457407
- International Standard Name Identifier: 0000 0003 9099 3554
- Nederlandse Thesaurus van Auteursnamen: 074072897
- Parlement.com: vg09lkxjxqqd
- Virtual International Authority File: 284729276
- WorldCat: E39PBJx8Bj3jd4mjHFmcdbqJDq

1. 1 2  Jonkheer van Prattenburg overleden. www.derijnpost.nl (25 oktober 2021). Geraadpleegd op 9 november 2024.